# Upton and Signet
Upton and Signet var en civil parish fram till 1954 då den blev en del av Burford and Upton and Signet, i grevskapet Oxfordshire, i England. Civil parish var belägen 28 km från Oxford och hade 437 invånare år 1951.